# Сыроватская, Татьяна Михайловна
Татьяна Михайловна Сыроватская (Плохотникова) (род. 1971) — советская пловчиха. Двукратная чемпионка СССР (1988) в плавании вольным стилем. Мастер спорта СССР.

## Биография
Родилась 2 сентября 1971 года.
Специализировалась в плавании вольным стилем.
На зимнем чемпионате СССР 1988 года стала бронзовым призёром на дистанции 400 м вольным стилем. На летнем чемпионате того же года дважды стала чемпионкой СССР на 1500 м и в эстафете 4×200 м вольным стилем (вместе с землячкой и подругой Е. Серебрянниковой, Н. Трефиловой и С. Исаковой) и была третьей на дистанции 800 м вольным стилем.
Окончила Сибирский государственный университет физической культуры и спорта. Работает тренером по плаванию в Иркутске, тренер сборной Иркутской области.